# Bí tích Truyền Chức Thánh
Bí tích Truyền Chức Thánh là một trong bảy Bí tích của Giáo hội Công giáo Rôma. Bí tích Truyền Chức Thánh có ba cấp từ thấp lên cao:
1. Phó tế: là người được Giám mục cắt đặt để phục vụ trong một lĩnh vực nhất định nào đó. Một trong các nhiệm vụ của Phó Tế là phụ giúp các Giám mục và linh mục trong việc cử hành mầu nhiệm thánh, nhất là trong thánh lễ, trao Mình Thánh Chúa, chứng hôn, Rửa Tội, công bố và rao giảng Tin Mừng, chủ toạ lễ nghi an táng và các công việc bác ái. Có hai loại phó tế: Phó tế vĩnh viễn có thể được ban cho người nam đã lập gia đình và họ bị dừng lại ở chức này, còn phó tế chuyển tiếp (thừa tác) được ban cho những người nam độc thân, họ sẽ chuẩn bị lên chức linh mục.
2. Linh mục: là cộng sự viên của Giám mục, được tham dự vào sứ mạng phổ quát mà Chúa Kitô trao cho các tông đồ.
3. Giám mục: là người có chức thánh "tròn đầy nhất" vì đây là chức vụ kế vị các tông đồ do việc đặt tay (tông truyền).

Việc truyền chức đều phải qua trình tự từ thấp lên cao này. Những người đã được thụ lãnh việc truyền chức thánh thì chức vụ của họ được gọi là Chức Thánh (tránh nhầm lẫn giữa Chức Thánh và Thánh nhân).
Do chúa Giê-su thiết lập.
Là người thay mặt Chúa Ki-tô và các môn đệ trong công cuộc truyền giáo